# Gnathia aureumaculosa
Gnathia aureumaculosa is een pissebed uit de familie Gnathiidae. De wetenschappelijke naam van de soort is voor het eerst geldig gepubliceerd in 2009 door Ferreiera,  Smit,  Grutter & Davies.